# City Hall (línea Broadway)
Ayuntamiento es una estación en la línea Broadway del Metro de Nueva York de la B del Brooklyn–Manhattan Transit Corporation. La estación se encuentra localizada en el Bajo Manhattan, Manhattan entre la Calle Murray y Broadway. La estación es servida en varios horarios por los trenes del Servicio ,  y .